# Busseto
Busseto (in het plaatselijk dialect Büssé), een gemeente in de Italiaanse provincie Parma (regio Emilia-Romagna) heeft met 'n oppervlakte van 76,4 km² een bevolkingsdichtheid van ongeveer 93.
De volgende frazioni maken deel uit van de gemeente: Contrada della Chiesa, Frescarolo, Madonna Prati, Le Roncole, Samboseto, San Rocco, Sant'Andrea, Semoriva, Spigarolo.

## Demografie
Busseto telt ongeveer 7095 inwoners, een stijging in de periode 1991-2011 van bijna 1% volgens getallen uit de tienjaarlijkse volkstellingen van ISTAT.
| Jaar | Inwoneraantal |
| ---- | ------------- |
| 1991 | 7026          |
| 2001 | 6841          |
| 2004 | 6890          |
| 2011 | 7095          |

## Geografie
Busseto grenst aan de volgende gemeenten: Alseno (PC), Besenzone (PC), Fidenza, Polesine Parmense, Soragna, Villanova sull'Arda (PC), Zibello.

## Cultuur
Op 7 juni 2014 werd in Busseto het "Museo Renata Tebaldi" geopend.

## Externe link

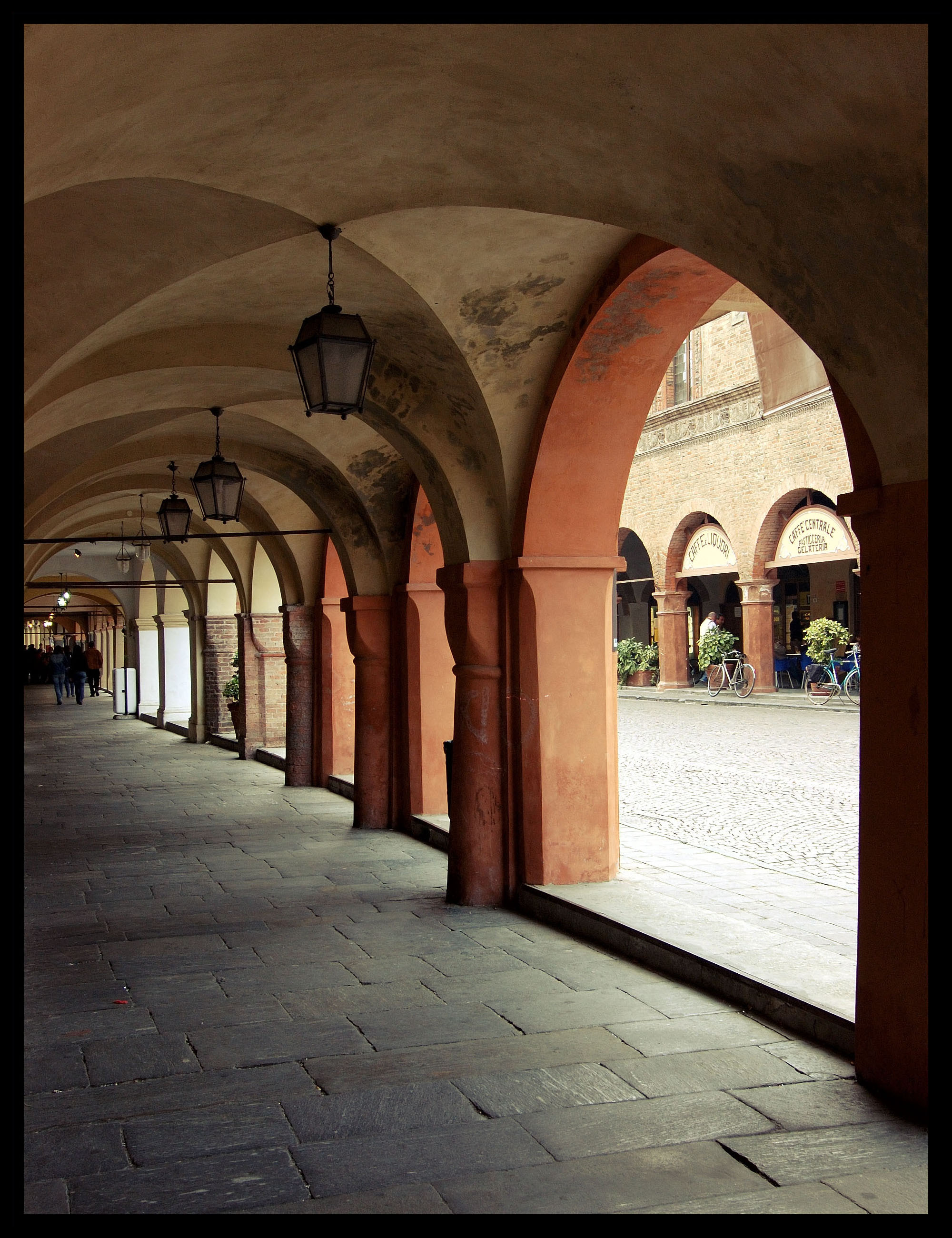
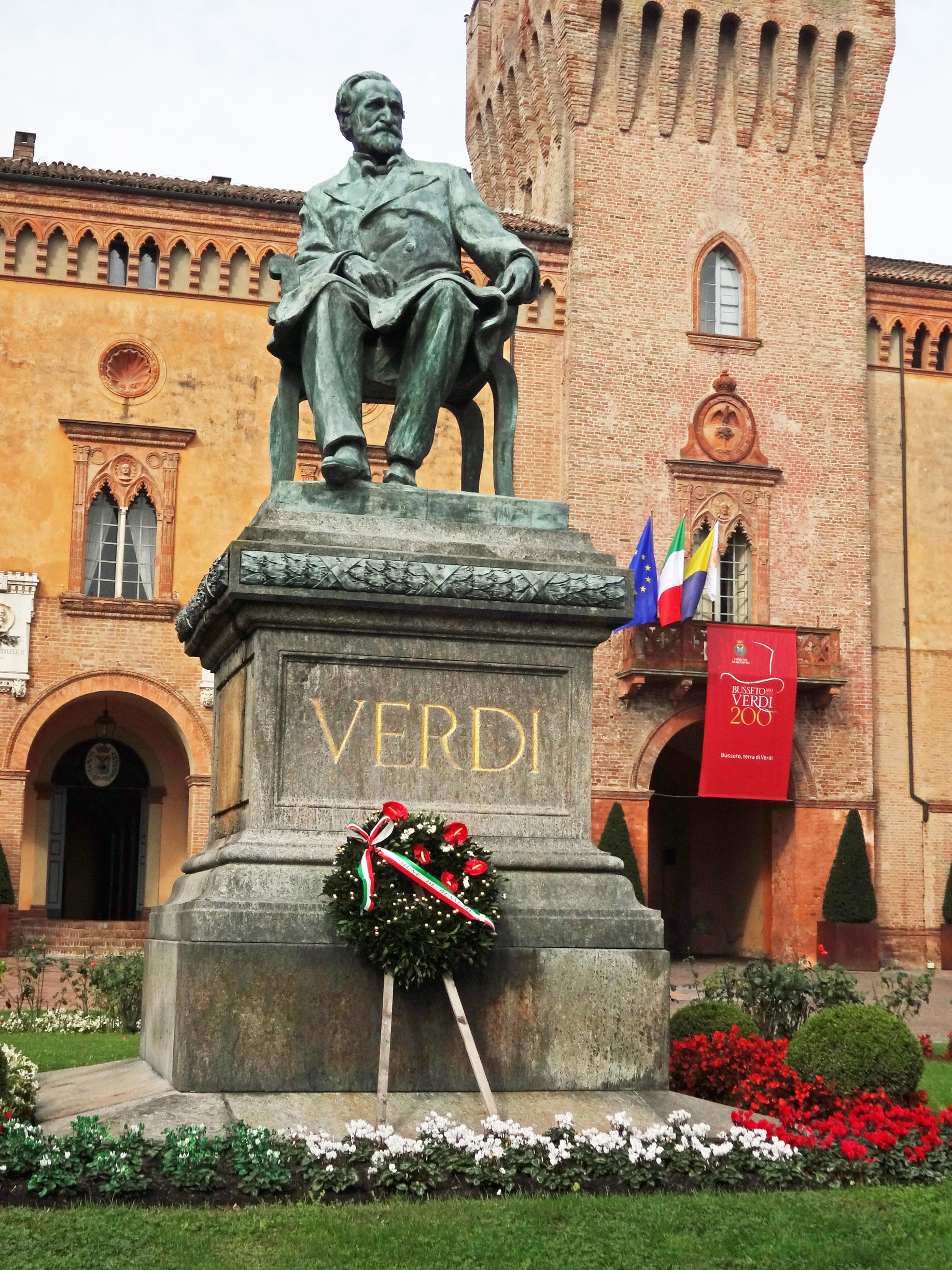
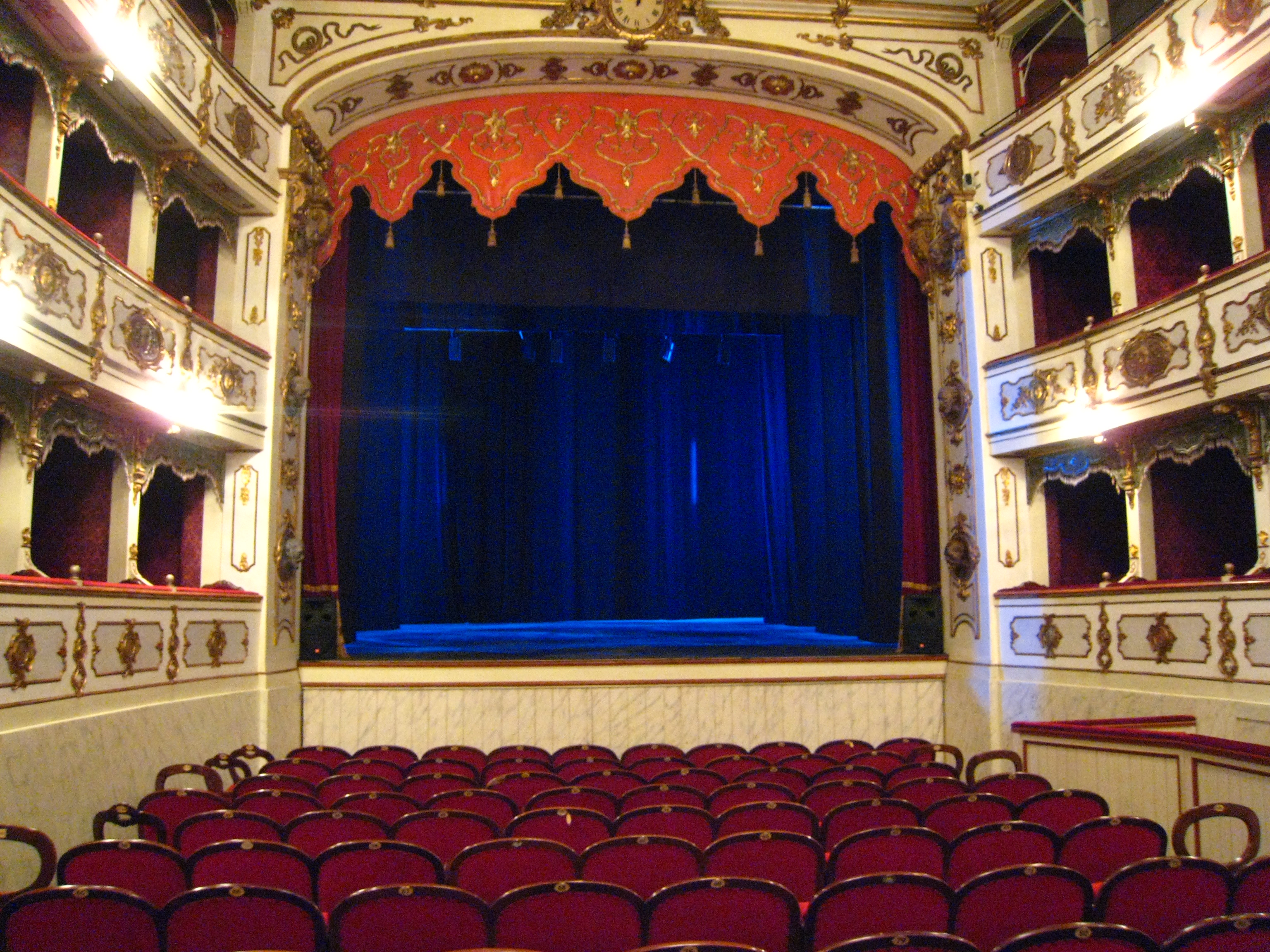
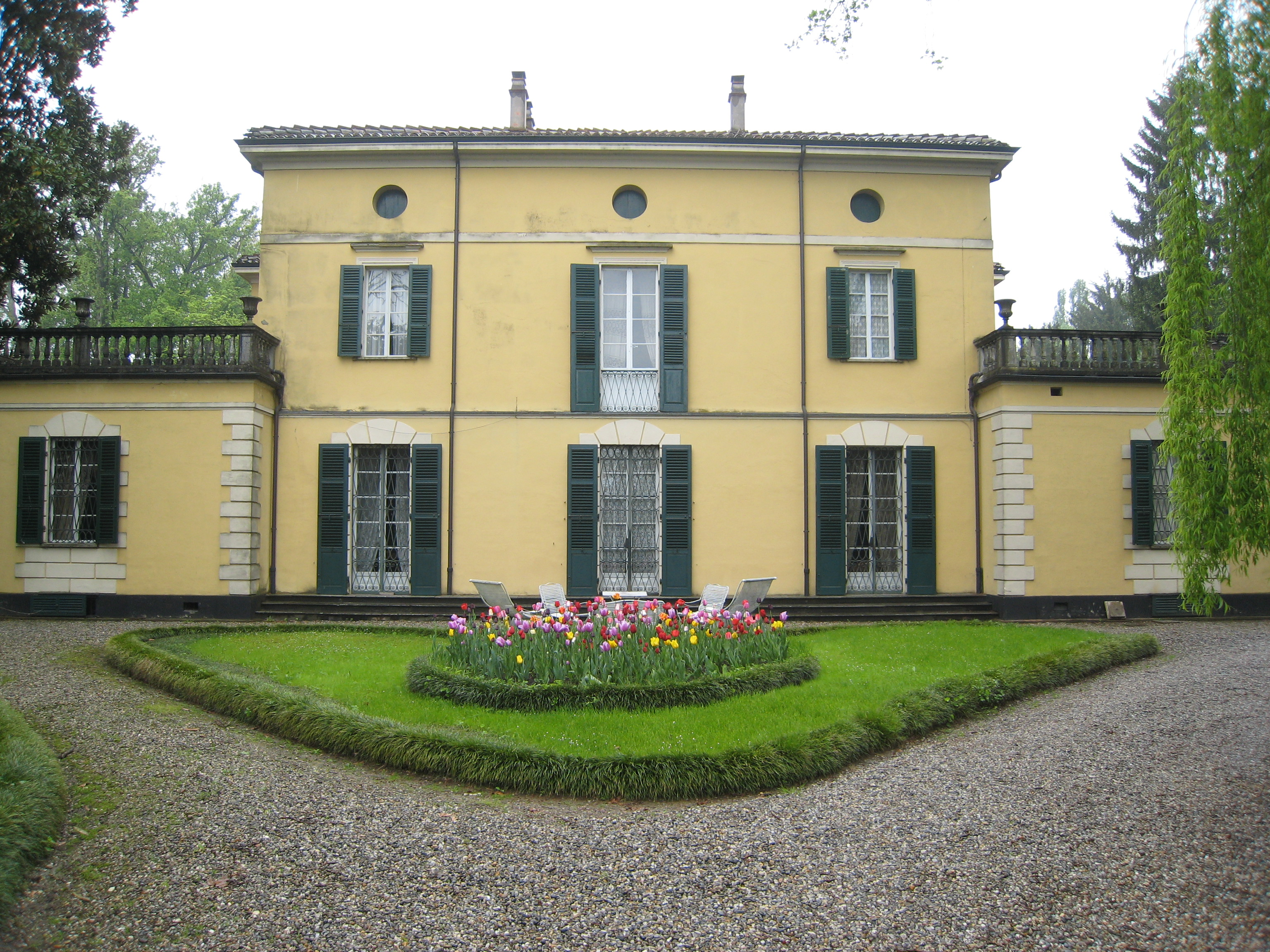
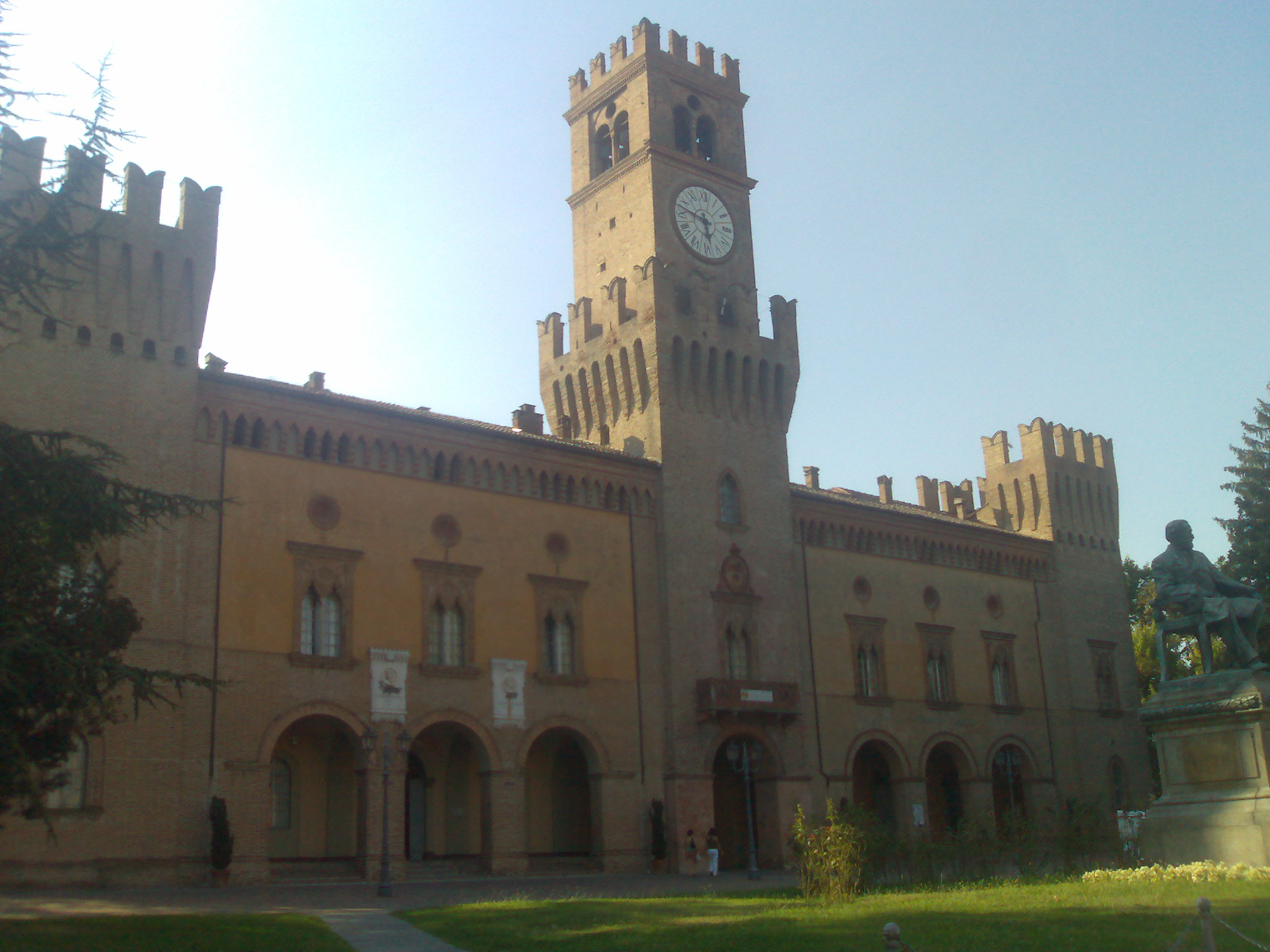
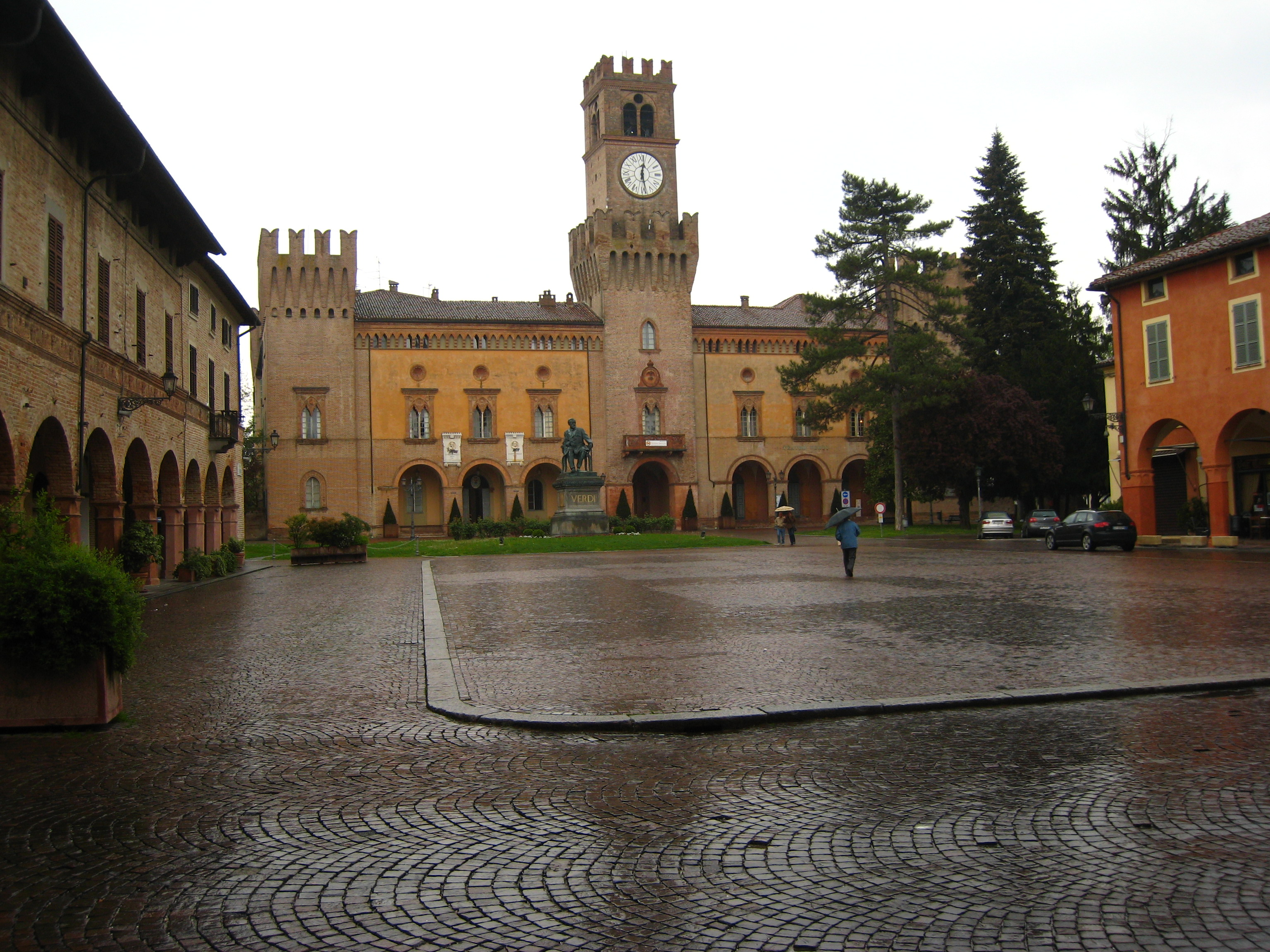
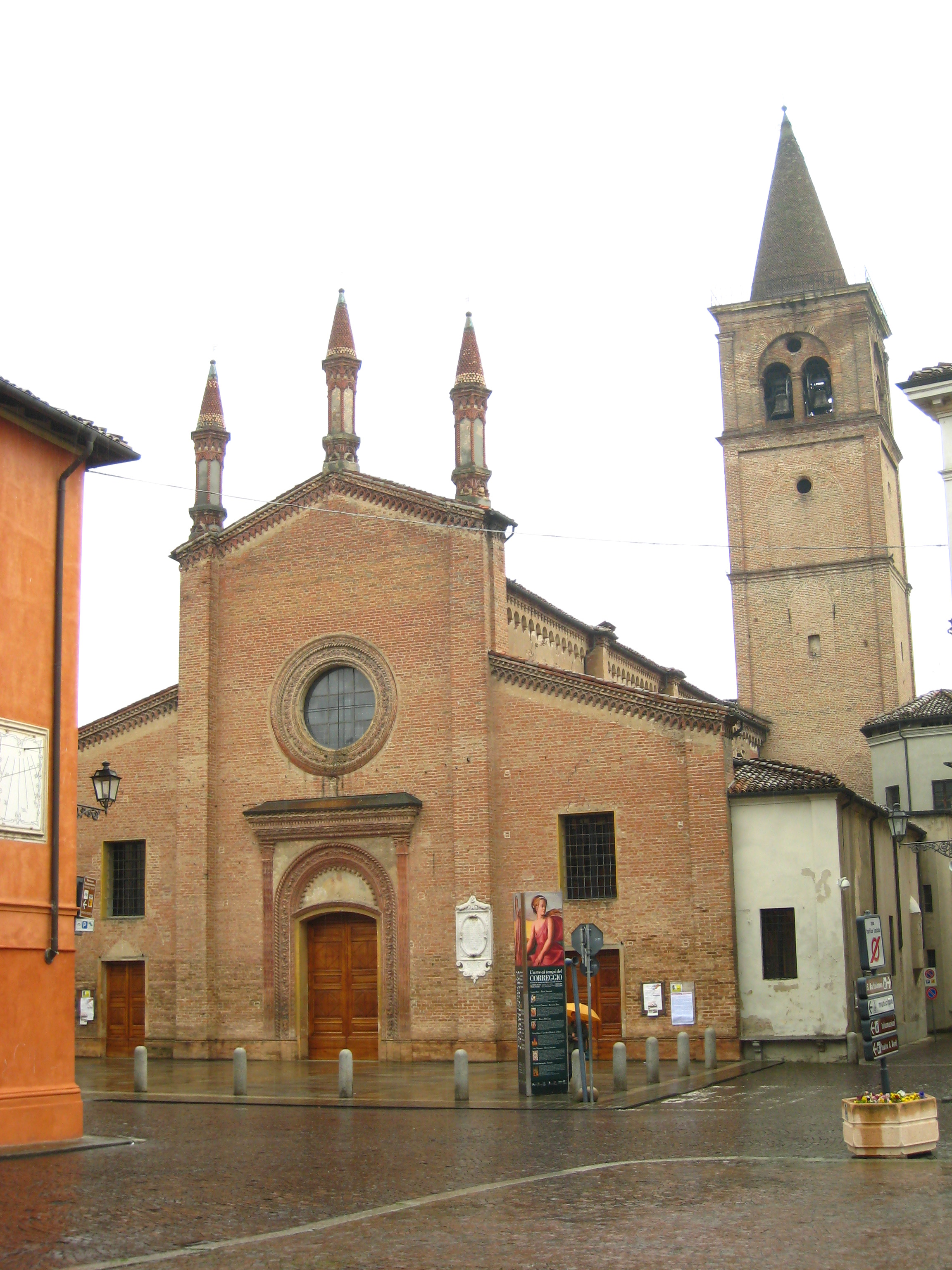